# Kana Galilejska
Kana Galilejska (grč. Κανὰ τῆς Γαλιλαίας, arap. قانا الجليل, romanizirano Qana al-Jalil), mjesto u Galileji koje se spominje u Evanđelju po Ivanu (Iv 2,1.11; 4,46; 21,2), u kojemu je Isus Krist na svadbi učinio svoje prvo čudo pretvorivši vodu u vino, naznačivši time početak svojega javnoga djelovanja. Nije poznat zemljopisni smještaj mjesta, te je on i dalje predmetom rasprava. Više je mjesta predloženo kao moguća lokacija.
Kršćanska obiteljska revija Kana i zagrebačka klapa »Kana G.« nose ime po ovomu mjestu.